# Menemerus dubius
Menemerus dubius är en spindelart som beskrevs av Berland, Millot 1941. Menemerus dubius ingår i släktet Menemerus och familjen hoppspindlar. Inga underarter finns listade i Catalogue of Life.